# Candice Bergen
Candice Bergen (Beverly Hills, Kalifornia, 1946. május 6. –) kétszeres Golden Globe- és ötszörös Primetime Emmy-díjas amerikai színésznő és divatmodell.

## Fiatalkora és családja
Bergen az Amerikai Egyesült Államokban, Kaliforniában, Beverly Hills városában született. Anyja, Frances Bergen (születési neve: Frances Westerman) Powers-modell volt.

## Pályafutása
Legismertebb és kritikailag legsikeresebb alakítása a Murphy Brown (1988–1998, 2018) című szituációs komédia címszerepe volt, amellyel Golden Globe- és Primetime Emmy-díjait szerezte. A 2000-es években feltűnt a Szex és New York és Boston Legal – Jogi játszmák epizódjaiban is. 
Pályafutása első évtizedeiben szerepelt a Homokkavicsok (1966), a Chayenne alkony (1970), a Testi kapcsolatok (1971), valamint A szél és az oroszlán (1975) című filmekben. Az Egy elvált férfi ballépései (1979) című filmvígjáték egy Oscar-, míg a Gandhi (1981) című életrajzi dráma egy BAFTA-jelölést hozott számára. 
A 2000-es évektől olyan filmekben volt látható, mint a Beépített szépség (2000), a Mindenütt nő (2002), a Csajok háborúja (2009), a Könyvklub – avagy az alkony ötven árnyalata (2018) és a Szabad szavak (2020).

## Filmográfia

### Film
| Év   | Cím                                         | Eredeti cím                                                             | Szerep                            | Magyar hang        |
| ---- | ------------------------------------------- | ----------------------------------------------------------------------- | --------------------------------- | ------------------ |
| 1966 | A csoport                                   | The Group                                                               | Lakey                             | Kéri Kitty         |
| 1966 | Homokkavicsok                               | The Sand Pebbles                                                        | Shirley Eckert                    |                    |
| 1967 |                                             | The Day the Fish Came Out                                               | Electra Brown                     |                    |
| 1967 | Élni az életért                             | Vivre pour vivre                                                        | Candice                           |                    |
| 1968 |                                             | The Magus                                                               | Lily                              |                    |
| 1970 | Szerencsevadászok                           | The Adventurers                                                         | Sue Ann Daley                     |                    |
| 1970 | Fejjel a falnak                             | Getting Straight                                                        | Jan                               |                    |
| 1970 | Chayenne alkony                             | Soldier Blue                                                            | Cresta Maribel Lee                | Juhász Judit       |
| 1971 | Testi kapcsolatok                           | Carnal Knowledge                                                        | Susan                             | Orosz Helga        |
| 1971 | Testi kapcsolatok                           | Carnal Knowledge                                                        | Susan                             | Németh Borbála     |
| 1971 | Vadászat                                    | The Hunting Party                                                       | Melissa Ruger                     | Dudás Eszter       |
| 1971 | Egy lány Chicagóban                         | T.R. Baskin                                                             | T. R. Baskin                      | Kovács Nóra        |
| 1974 |                                             | 11 Harrowhouse                                                          | Maren Shirell                     |                    |
| 1975 | A szél és az oroszlán                       | The Wind and the Lion                                                   | Eden Pedecaris                    | Kovács Nóra        |
| 1975 | Lóverseny winchesterre és musztángokra      | Bite the Bullet                                                         | Miss Jones                        | Udvaros Dorottya   |
| 1975 | Lóverseny winchesterre és musztángokra      | Bite the Bullet                                                         | Miss Jones                        | Náray Erika        |
| 1977 | A dominó-elv                                | The Domino Principle                                                    | Ellie Tucker                      | Földi Teri         |
| 1978 |                                             | La fine del mondo nel nostro solito letto in una notte piena di pioggia | Lizzy                             |                    |
| 1978 | Oliver története                            | Oliver's Story                                                          | Marcie Bonwit                     | Kútvölgyi Erzsébet |
| 1979 | Egy elvált férfi ballépései                 | Starting Over                                                           | Jessica Potter                    | Szegedi Erika      |
| 1979 | Egy elvált férfi ballépései                 | Starting Over                                                           | Jessica Potter                    | Györgyi Anna       |
| 1981 | Gazdagok és híresek                         | Rich and Famous                                                         | Merry Noel Blake                  | Náray Erika        |
| 1982 | Gandhi                                      | Gandhi                                                                  | Margaret Bourke-White             | Borbás Gabi        |
| 1984 | 2010 – A kapcsolat éve                      | 2010                                                                    | SAL 9000 (hangja)                 | Menszátor Magdolna |
| 1985 | Stikli                                      | Stick                                                                   | Kyle McClaren                     | Takács Kati        |
| 2000 | Beépített szépség                           | Miss Congeniality                                                       | Kathy Morningside                 | Hámori Ildikó      |
| 2002 | Mindenütt nő                                | Sweet Home Alabama                                                      | Kate Hennings polgármesterasszony | Kiss Mari          |
| 2003 | Flört a fellegekben                         | View from the Top                                                       | Sally Weston                      | Menszátor Magdolna |
| 2003 | Apósok akcióban                             | The In-Laws                                                             | Judy Tobias                       | Menszátor Magdolna |
| 2008 | Szex és New York                            | Sex and the City                                                        | Enid Frick                        | Menszátor Magdolna |
| 2008 | Nők                                         | The Women                                                               | Catherine Frazier                 | Menszátor Magdolna |
| 2009 | Csajok háborúja                             | Bride Wars                                                              | Marion St. Claire                 | Menszátor Magdolna |
| 2010 | Romantikus lelkek                           | The Romantics                                                           | Augusta Hayes                     | Menszátor Magdolna |
| 2014 | Kellemetlen karácsonyi ünnepek              | A Merry Friggin' Christmas                                              | Donna Mitchler                    | Menszátor Magdolna |
| 2016 | Kivétel és szabály                          | Rules Don't Apply                                                       | Nadine Henly                      | Menszátor Magdolna |
| 2017 | A Meyerowitz-történetek                     | The Meyerowitz Stories                                                  | Julia                             |                    |
| 2017 | Újra otthon                                 | Home Again                                                              | Lillian Stewart                   | Menszátor Magdolna |
| 2018 | Könyvklub – avagy az alkony ötven árnyalata | Book Club                                                               | Sharon Myers                      | Menszátor Magdolna |
| 2020 | Szabad szavak                               | Let Them All Talk                                                       | Roberta                           | Menszátor Magdolna |
| 2022 |                                             | As They Made Us                                                         | Barbara                           |                    |
| 2023 | Könyvklub: A következő fejezet              | Book Club 2 — The Next Chapter                                          | Sharon Myers                      | Menszátor Magdolna |

### Televízió
| Év        | Magyar cím                             | Eredeti cím                   | Szerep                                   | Megjegyzések                                     |
| --------- | -------------------------------------- | ----------------------------- | ---------------------------------------- | ------------------------------------------------ |
| 1967      |                                        | Coronet Blue                  | Enid Toler                               | 1 epizód                                         |
| 1969      |                                        | The Woody Allen Special       | több szerep                              | különkiadás                                      |
| 1975–2022 | Saturday Night Live                    | Saturday Night Live           | önmaga                                   | 8 epizód                                         |
| 1976      | Muppet Show                            | The Muppet Show               | önmaga                                   | 1 epizód                                         |
| 1985      |                                        | Hollywood Wives               | Elaine Conti                             | 2 epizód                                         |
| 1985      |                                        | Merlin and the Sword          | Morgan le Fay                            | tévéfilm                                         |
| 1985      |                                        | Murder: By Reason of Insanity | Ewa Berwid                               | tévéfilm                                         |
| 1987      |                                        | Trying Times                  | Barbara                                  | 1 epizód                                         |
| 1987      | Az én virágárusnőm                     | Mayflower Madam               | Sydney Biddle Barrows                    | tévéfilm                                         |
| 1988–2018 |                                        | Murphy Brown                  | Murphy Brown                             | - főszereplő (260 epizód) - vezető producer      |
| 1992      | Seinfeld                               | Seinfeld                      | Murphy Brown                             | 1 epizód                                         |
| 1994–1995 |                                        | Understanding                 | narrátor                                 | 4 epizód                                         |
| 1996      |                                        | Mary & Tim                    | Mary Horton                              | tévéfilm                                         |
| 1997      |                                        | Ink                           | Murphy Brown                             | 1 epizód                                         |
| 2000      | Family Guy                             | Family Guy                    | Gloria Ironbachs / Murphy Brown (hangja) | 2 epizód                                         |
| 2002–2004 | Szex és New York                       | Sex and the City              | Enid Frick                               | 3 epizód                                         |
| 2003      | Settenkedők                            | Footsteps                     | Daisy Lowendahl                          | tévéfilm                                         |
| 2004      | Esküdt ellenségek                      | Law & Order                   | Amanda Anderlee bírónő                   | 1 epizód                                         |
| 2004      | Will és Grace                          | Will & Grace                  | önmaga                                   | 1 epizód                                         |
| 2005      | Esküdt ellenségek: Az utolsó szó jogán | Law & Order: Trial by Jury    | Amanda Anderlee bírónő                   | 3 epizód                                         |
| 2005–2008 | Boston Legal – Jogi játszmák           | Boston Legal                  | Shirley Schmidt                          | 84 epizód                                        |
| 2011      | Doktor House                           | House                         | Arlene Cuddy                             | 3 epizód                                         |
| 2013      | Michael J. Fox Show                    | The Michael J. Fox Show       | Beth Henry                               | 1 epizód                                         |
| 2014      | Gyönyörű és agyafúrt                   | Beautiful & Twisted           | Bernice Novack                           | - tévéfilm - magyar hangja: - Menszátor Magdolna |
| 2015      | Battle Creek – Zsarupáros              | Battle Creek                  | Constance                                | 1 epizód                                         |
| 2016      | BoJack Horseman                        | BoJack Horseman               | The Closer (hangja)                      | 1 epizód                                         |
| 2021      |                                        | The Conners                   | Barb                                     | 3 epizód                                         |

## Fontosabb díjak és jelölések
- Golden Globe-díj, legjobb mellékszereplő színésznő, televíziósorozat, televíziós minisorozat vagy tévéfilm, 1989, 1992, Murphy Brown
- Primetime Emmy-díj, legjobb főszereplő színésznő egy tévésorozatban, 1989, 1990, 1992, 1994, 1995, Murphy Brown

## Fordítás
- Ez a szócikk részben vagy egészben  a   Candice Bergen című angol Wikipédia-szócikk fordításán alapul.  Az eredeti cikk szerkesztőit annak laptörténete sorolja fel. Ez a jelzés csupán a megfogalmazás eredetét és a szerzői jogokat jelzi, nem szolgál a cikkben szereplő információk forrásmegjelöléseként.